# Gondolin

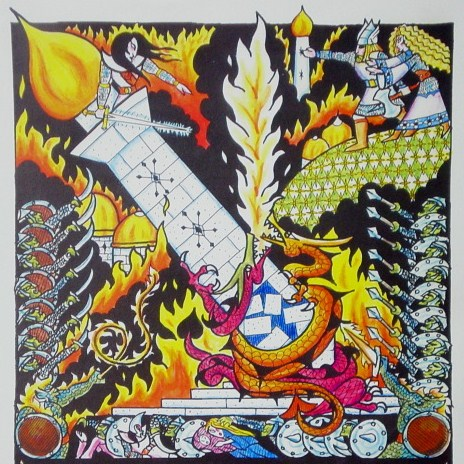
Turgon broni Gondolinu

Gondolin (sin. skała-ukryta) – miasto i królestwo ze stworzonej przez J.R.R. Tolkiena mitologii Śródziemia, siedziba elfów pod wodzą Turgona.
30 lat po Mereth Aderthad (sin. Uczcie Pojednania), w czasie podróży nad brzegiem Sirionu Turgon i Finrod otrzymali od Ulma sny, po których nabrali przekonania, że należy szukać miejsc ukrytych, bezpiecznych od wojen o Beleriand, nadających się do obrony przed ewentualnym atakiem. Wtedy to Finrod osiadł w Nargothrondzie.
Turgon jednak chciał zbudować miasto na wzór Tirionu. Wrócił do Vinyamaru i rok później wyruszył samotnie do Doliny Sirionu. Odkrył ukrytą wśród pierścienia gór Echoriath zieloną dolinę Tumladen, wcześniej wypełnioną jeziorem, pośrodku której stała góra z białego, gładkiego kamienia, Amon Gwareth. Na tym wzniesieniu postanowił wybudować miasto.
Wzniósł je po Dagor Aglareb, w latach 52–104 Pierwszej Ery i nazwał w quenyi Ondolinde (Skałą Muzyki Wody), a w sindarinie – Gondolinem. Wtedy Ulmo obiecał, że otoczy opieką poddanych Turgona, ukryje ich przemarsz z Vinyaru do nowej siedziby, zamknie dostęp z zewnątrz do Gondolinu i będzie chronił go przed Morgothem.
Turgon zgromadził znaczną liczbę Ñoldorów oraz Sindarów i wprowadził ich do Ukrytego Królestwa. Przez przynajmniej 350 lat nikt nie opuszczał granic Gondolinu, natomiast z zewnątrz przestąpiły je cztery osoby: Maeglin, siostrzeniec Turgona i trzech ludzi: Húrin Thalion wraz z bratem, Huorem, a następnie syn Huora, Tuor.
Gondolindrimowie izolowali się od wydarzeń w Beleriandzie, nie wzięli udziału w Dagor Bragollach, jedynie na Nirnaeth Arnoediad Turgon przybył z 10 000 żołnierzy. W późniejszym czasie do Gondolinu przybył Tuor i w imieniu Ulma zalecał Turgonowi opuścić Ukryte Królestwo. Prośba została odrzucona, a wejście do Gondolinu zablokowano. Tuor pozostał w Gondolinie i poślubił Idril, córkę Turgona.
Ostatecznie na skutek zdrady Maeglina Morgoth poznał lokalizację królestwa i w 511 roku wysłał przeciw niemu armię orków, Balrogów, smoków i wilków. W obronie zginął Turgon i większa część mieszkańców Gondolinu, a Idril, Tuor i Eärendil w otoczeniu niewielu poddanych uciekli przez Cirith Thoronath (sin. wąwóz orłów).